# Sigismund von Kollonitz
Kardinál Johann Sigismund (Sigmund) Ernst hrabě Kollonitz von Kollegrad (česky Jan Zikmund Arnošt hrabě Kolonič z Kologradu) (30. května 1677 Vídeň / Veľké Leváre – 12. dubna 1751, Vídeň) byl rakouský římskokatolický duchovní. Po studiích byl v roce 1699 vysvěcen na kněze, v letech 1709–1716 byl biskupem ve Vácu. Od roku 1716 byl biskupem ve Vídni, po povýšení na arcidiecézi byl prvním vídeňským knížetem-arcibiskupem (1722–1751). V roce 1727 byl jmenován kardinálem. Byl majitelem několika panství v rakouských zemích, jeho oblíbeným sídlem byly Veľké Leváre, kde nechal postavit zámek a kostel. Zemřel jako poslední potomek rodu Kollonitzů.

## Životopis

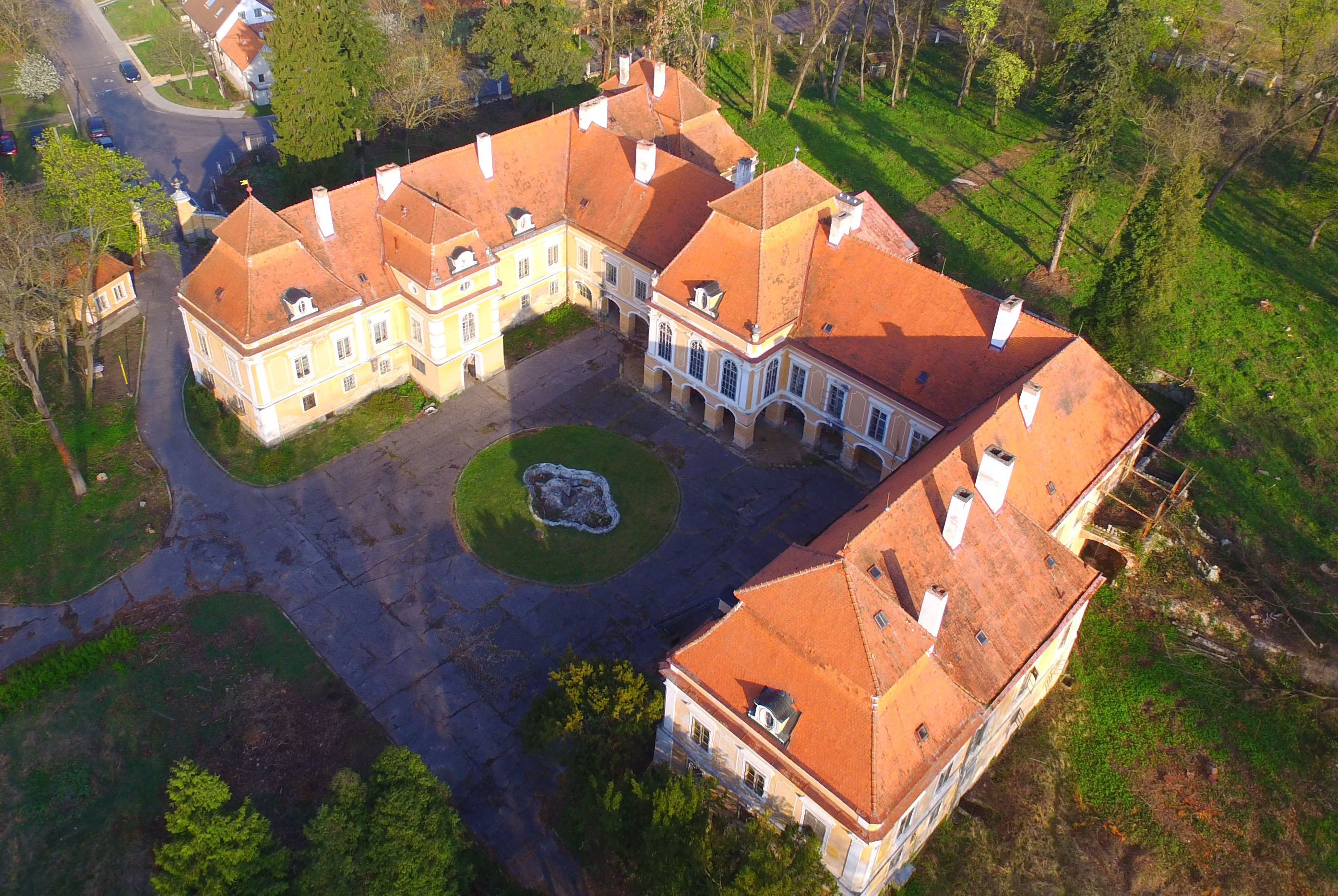
Zámek Veľké Leváre, hlavní sídlo kardinála Kollonitze

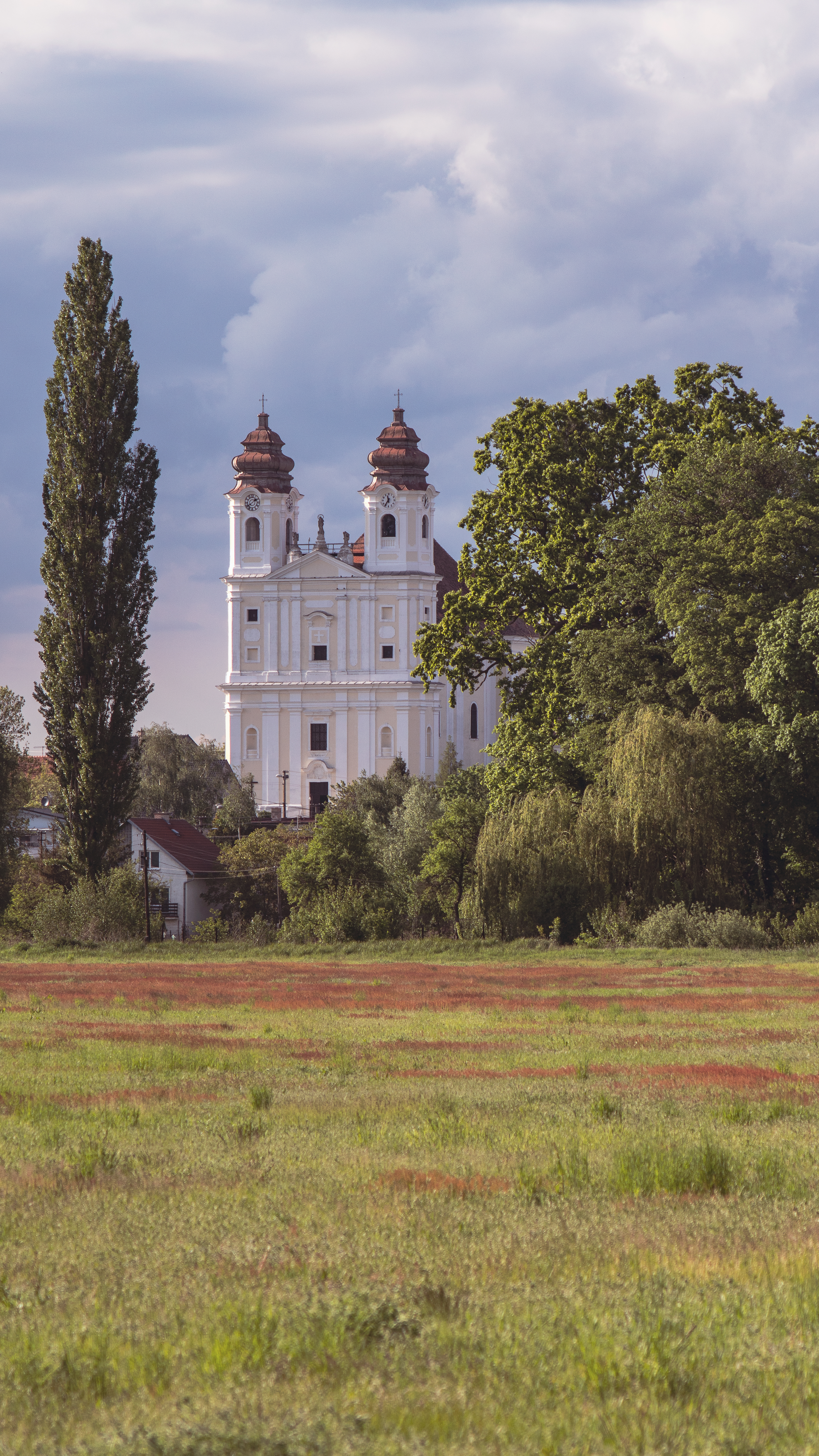
Kostel Jména Panny Marie ve Veľkých Levárech (1729–1733) postavený nákladem kardinála Kollonitze

Pocházel ze starého původně chorvatského šlechtického rodu Kolonićů z Kologradu, který se později usadil ve Štýrsku a v Horních Uhrách a ve dvou liniích získal hraběcí titul (1628 a 1637). Narodil se jako pátý syn císařského důstojníka a uherského dvorního rady hraběte Jana Zikmunda Kollonitze (1636–1684) a jeho manželky Reginy Alžběty, rozené baronky Speidlové z Vatersdorfu. Jako nejmladší z otcova mužského potomstva byl předurčen k církevní dráze (tři jeho starší bratři padli ve válce). Vzdělání absolvoval pod dohledem svého strýce, ostřihomského arcibiskupa Leopolda Karla z Koloniče (1631–1707). Nejprve studoval na jezuitské koleji v Jindřichově Hradci, v letech 1693–1699 pobýval v Římě, kde pokračoval ve studiu na Collegiu Germanicu, získal doktorát z teologie a filozofie. Na kněze byl vysvěcen v roce 1699, téhož roku sloužil svou první mši v karmelitánském kostele v Döblingu u Vídně za přítomnosti císaře Leopolda I. V roce 1700 byl jmenován kanovníkem v Ostřihomi, později se stal arciděkanem v Šaštíně (1704).
V roce 1709 byl jmenován biskupem ve Vácu, kde byl postaven před náročný úkol obnovit diecézi osvobozenou teprve nedávno od turecké nadvlády. Prováděl rekatolizační politiku, podporoval školství a zakládal dobročinné ústavy. Na návrh císaře Karla VI. byl v roce 1716 jmenován biskupem ve Vídni a v roce 1719 se stal členem císařské Tajné rady. Vídeňská diecéze byla pak v roce 1722 povýšena na arcidiecézi a Kollonitz se stal prvním knížetem-arcibiskupem. Dne 26. listopadu 1727 byl jmenován kardinálem (spolu s rábským biskupem Filipem Ludvíkem ze Sinzendorfu), kardinálský klobouk převzal v augustiniánském kostele ve Vídni v dubnu 1728. Jako kardinál se zúčastnil dvou konkláve (1730 a 1740), získal také další čestné funkce, byl jmenován například generálním inkvizitorem pro Španělsko a Sicílii (1728), užíval také několik beneficií v Uhrách a rakouských zemích. Vídeňskou arcidiecézi rozšířil o osmdesát farností převzatých od pasovského biskupství a poté konal časté vizitační cesty. Po nástupu Marie Terezie podporoval její reformy, v duchovních otázkách byl ale nekompromisním zastáncem katolické církve.
Jan Zikmund Arnošt Kolonič z Kologradu 12. dubna 1751 ve Vídni ve věku 73 let a byl pohřben v katedrále sv. Štěpána.
Byl posledním mužským potomkem rodu Kollonitzů a vlastnil rodový fideikomis se zámkem Freiberg ve Štýrsku, jeho dalším majetkem byla panství Obersiebenbrunn a Jedenspeigen v Dolním Rakousku. V Horních Uhrách vlastnil panství Veľké Leváre, kde po roce 1723 nechal postavit zámek. Ve Veľkých Levárech také inicioval a finančně podpořil výstavbu monumentálního kostela Jména Panny Marie (1729–1733), který pak osobně vysvětil. S císařským svolením adoptoval svého synovce Ladislava Zaye (1705-1780), který v roce 1728 získal hraběcí titul a přijal jméno Kollonitz. Tato nová rodina Kollonitzů vymřela v roce 1874 a na základě poslední vůle kardinála Sigmunda Kollonitze přešla část majetku do vlastnictví vídeňské arcidiecéze.